# Antoine Kina
Antoine Sylvain T Kina (* 13. Februar 1996 in Gent) ist ein belgischer Hockeyspieler. 2018 wurde er Weltmeister, 2019 Europameister und 2021 Olympiasieger.

## Sportliche Karriere
Der Sohn des Hockeytrainers Pascal Kina war 2016 Zweiter bei der Junioren-Weltmeisterschaft und 2017 Zweiter bei der Junioren-Europameisterschaft. Anfang 2017 debütierte der Stürmer in der belgischen Nationalmannschaft. Er bestritt bis zum 4. August 2024 insgesamt 126 Länderspiele.
Die Weltmeisterschaft 2018 wurde im indischen Bhubaneswar ausgetragen. Die Belgier belegten in ihrer Vorrundengruppe den zweiten Platz hinter der indischen Mannschaft. Mit Siegen über die pakistanische Mannschaft und über die deutsche Mannschaft erreichten die Belgier das Halbfinale und gewannen dort mit 6:0 gegen die Engländer. Im Finale siegten die Belgier mit 3:2 im Shootout gegen die Niederländer und gewannen erstmals den Weltmeistertitel. 2019 bei der Europameisterschaft in Antwerpen gewannen die Belgier erstmals den Europameistertitel, wobei sie im Finale die Spanier mit 5:0 bezwangen. Bei der Europameisterschaft 2021 erhielten die Belgier die Bronzemedaille. Zwei Monate später gewannen die Belgier bei den Olympischen Spielen in Tokio das Finale gegen die Australier im Penaltyschießen.
Bei der Weltmeisterschaft 2023 in Bhubaneswar erreichten die Belgier erneut das Finale, diesmal unterlagen sie der deutschen Mannschaft im Penaltyschießen. Bei den Olympischen Spielen 2024 in Paris gewannen die Belgier ihre Vorrundengruppe, schieden aber im Viertelfinale gegen die Spanier aus. Kina war in allen sechs Spielen dabei.
Kina spielt seit 2017 für ARA La Gantoise in Gent.